# ホルヘ・エリエセル・ガイタン

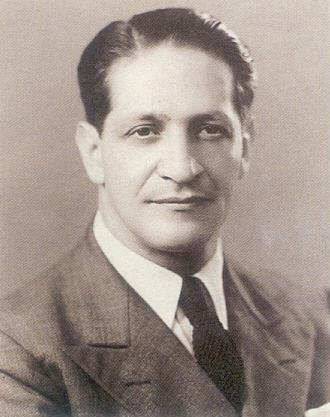
ホルヘ・エリエセル・ガイタン(1936年)

ホルヘ・エリエセル・ガイタン・アヤラ（Jorge Eliécer Gaitán Ayala、1903年1月23日 - 1948年4月9日）は、コロンビアの政治家。元文部大臣（1940年）、労働大臣（1943年‐1944年）、ボゴタ市長（1936年）。1948年に暗殺され、その死はボゴタ暴動とラ・ビオレンシア（暴力の時代、1948年‐1958年）の遠因となった。

## 生い立ち
ガイタンはクンディナマルカ県マンタで生まれた。白人とインディオの混血であった。貧しい家庭であったが、11歳から正式な教育を受けた。コレヒオ・シモン・アラウホ学校で学び、1920年にコレヒオ・マルティン・レストレポ学校で基礎的な授業を終えた。
ガイタンは幼い頃から父親にコロンビアの歴史を教えられ、貧困を放置する政府に怒りを覚えた。彼はシモン・ボリバルら独立戦争の英雄たちになぞらえて、貧しい人々とともに戦うことを決意したとされる。
彼は1924年に法律の学位を取得し、後にコロンビア国立大学の教授になった。1926年、彼はイタリアのローマ王立大学で法学の博士を取得した。

## 政治キャリア
初期のガイタンの政治キャリアは1919年、彼が当時のマルコ・フィデル・スアレス大統領に対する抗議運動だった。
ガイタンは1928年、カリブ海沿岸のユナイテッド・フルーツ社のバナナ農園での労働者のストライキを支持し、コロンビア保守党政権によるスト弾圧と大虐殺を激しく非難した。
その結果、1930年の総選挙でコロンビア自由党の大躍進に貢献した。1933年、ガイタンは自由党左派を糾合し「国立左翼革命的連合（Izquierdista）」を創設した。
ガイタンはイタリアの独裁者ベニート・ムッソリーニの演説技法に影響されたと言われる。ガイタンはコロンビアの寡占政治を批判し、貧しい一般大衆の絶大な人気を得た。
ガイタンは1936年6月から8ヵ月の間、首都ボゴタの市長を務め、自由党のエドゥアルド・サントス政権（1938年‐1942年）下で文部大臣を務めた。
しかし、1946年5月の総選挙では自由党の左傾化を警戒する保守党右派や地主・軍部の支持を得て保守党穏健派のマリアーノ・オスピナ・ペレス（565,939票）が当選し、ガイタンは358,957票と2位のガブリエル・トゥルバイ（441,199票）にも敗れた。

## 1946年の政治危機
保守党政権が16年ぶりに復活すると、これを機に自由党政権時代の農地改革で土地を失ったサンタンデール県およびボヤカ県の保守系大地主は「コントラチェスマ（窮民制圧隊）」と称する準軍事組織を結成し、自由党系農民への迫害と虐殺を始めた。
1946年夏頃から農村部で激化した暴力は多くの農民たちを都市部に追いやり、ボゴタでは難民が3万人に達した。
ガイタンはあくまでも非暴力抵抗運動を提唱し、1948年2月、ボゴタで市民20万人による平和のためのデモを行った。ガイタンは演説で「我々はただ生命と生活を保証してもらいたいとだけ望んでいるのだ」と檄を飛ばした。
3月、ガイタンは警察の暴力に抗議する「沈黙の行進」に10万人を組織。「平和を求める演説」を行った。オスピナ政権は自由党の圧力に対し、警察力に頼るようになる。

## 暗殺とボゴタ暴動
1948年4月、ボゴタで第9回米州会議が開催される。トルーマン・ドクトリンに基づくボゴタ憲章が採択される。米州連合に代わる常設機構として米州機構（OAS）が設立され、アメリカを盟主とする反共軍事同盟が結ばれたのだった。
4月7日、米州会議に対抗する形でラテンアメリカ学生会議総会がボゴタで開催されることが決まる。ボゴタに到着したフィデル・カストロはガイタンと会見、学生会議での記念演説の了解を得る。
4月9日午後1時5分頃、ガイタンはエル・ティエンポ新聞社でのキューバ学生団との対談のために徒歩で向かう途中、ボゴタのヒメネス・デ・ケサーダ通りと7番通り（Carrera Septima）の交差点で4発の銃弾を浴び射殺された。
犯人のフアン・ロア・シエラは27歳の貧しい青年で、犯行直後に激昂した群衆により身を潜めていた現場近くの薬局から引き出されて殴り殺され、群衆は彼の遺体を引き回した。
ガイタンの死が全国に伝わるとボゴタでは大暴動が発生。さらにオンダ、カルタゴ、バランカベルメハ、トゥルボでも暴動が起こり、バランキージャでは知事庁舎が暴徒に占拠された。
カストロは警察署襲撃に参加するが失敗、アルゼンチン外交官の手引きにより命からがらボゴタを脱出した。
暴動は2日後の11日に保守党政権の徹底的な弾圧により鎮圧され、ボゴタでは136軒の建物が全焼し、市民ら約2000人が死亡した。その後の弾圧では1週間に5000人が虐殺された。
オスピナ政権は急速に右傾化し、自由党左派や共産党は地方でゲリラ戦を展開。1949年11月の総選挙では保守党超強硬派のラウレアーノ・ゴメスが当選し、ゴメス政権は独裁化し人民弾圧を続け、コロンビアは1950年代後半まで続くラ・ビオレンシア（暴力の時代）に突入するのである。
この政治的混乱と暴力の嵐は1953年6月のグスタボ・ロハス・ピニージャ将軍による軍事クーデターによるゴメス追放、さらに1957年5月のロハス退陣と同年末の自由・保守両党による「サンカルロス協定」による政争の中止と両党による政権折半合意により終結するのを待たねばならなかった。
およそ10年に及んだ動乱の犠牲者は20万人（当時のコロンビアの総人口の約2％に相当）にも及ぶとも言われ、コロンビアは現在まで続く暴力の伝統に苦しめられている。

## 暗殺の真相
暗殺の実行犯が死亡したため事件の全貌は今なお深い闇に包まれている。現在までに三つの説が浮上している。
- 第一説は事件直後にコロンビア政府が米州会議出席国に説明したもので、外国の共産主義者により扇動されたとする説（ガイタンをライバル視していたコロンビア共産党（英語版）が共産革命を引き起こすためにガイタンを暗殺したとする説。事件にソビエト連邦が関与していたという明確な証拠はないが、事件後、コロンビア政府はソ連との国交を断絶している）。
- 第二説は保守党政権が政敵であるガイタンを暗殺したとする説（アメリカ中央情報局（CIA）が中南米の容共的な指導者に対して行った暗殺計画の一環として行われたパントマイム作戦（英語版））。
- 第三説は精神異常者による単独犯行説である（暗殺犯のフアン・ロア・シエラは精神病で入院歴があり、ガイタンに就職のあっせんを頼んで断られていた。また、自身をシモン・ボリバルの生まれ変わりだと信じており、ボリバルの政敵だったフランシスコ・デ・パウラ・サンタンデルの生まれ変わりと信じていたガイタンに復讐するため犯行に及んだという説）。

第一説はコロンビアの保守派から、第二説はコロンビアの左派から支持されている。コロンビアのノーベル賞作家ガブリエル・ガルシア・マルケスは事件直後に現場で目撃した光景を自著『生きて、語り伝える』（2002年）で「薬局の前で人々を煽動しているようだった男（背が高く、落ち着いた威厳のある態度の一人の男性、結婚式にも出られるようなグレーのスーツを着ていた）が真新しい車に乗って去り、それ以降、この男の姿は歴史から完全に消された。私はあの男が偽の暗殺犯を群衆に殺させることで、真犯人の身元を永遠に隠すことに成功したのだ、という思いつきに襲われることとなった」という内容の証言を載せている。

## 死後の影響
ガイタンと同じように悲劇的な最期を遂げた南米の指導者として、チリの大統領であったサルバドール・アジェンデが挙げられる。ガイタンの娘グロリア・ガイタンは、アジェンデの秘書を務めていたが、チリ・クーデターに巻き込まれ、辛くも難を逃れている。
ガイタンの暗殺事件をテーマにしたコロンビア・アルゼンチン合作の映画『Roa（邦題「暗殺者と呼ばれた男」）』が事件から65年となる2013年4月9日に公開された。カタリーナ・サンディノ・モレノが犯人とされるフアン・ロアの妻役を演じている。